# Julie Dabrusin
Julie Dabrusin, née en 16 avril 1971 à Montréal au Québec, est une avocate et femme politique canadienne.
Elle représente la circonscription de Toronto—Danforth à la Chambre des communes du Canada depuis 2015 sous la bannière du Parti libéral du Canada. À la suite de son élection, Dabrusin occupe deux postes de secrétaire parlementaire : d'abord auprès du ministre du Patrimoine canadien, à compter de décembre 2019, puis auprès du ministre des Ressources naturelles en décembre 2021.
Elle est nommée ministre de l'Environnement et du Changement climatique dans le gouvernement Carney le 13 mai 2025.

## Biographie

### Jeunesse et formation
Julie Dabrusin grandit à Montréal, au sein d'une famille de tradition juive. Dans son enfance, elle fréquente régulièrement l'école hébraïque, une expérience qu'elle décrit comme « une part importante de [sa] semaine ». Son identité juive revêt une grande importance dans sa vie et alimente son engagement au sein de la communauté multiculturelle canadienne. Adolescente, elle participe à un programme d'échange de son cégep au kibbutz en Israël comme bénévole.
Après ses études secondaires, Julie Dabrusin poursuit une formation universitaire en études du Proche-Orient et du Moyen-Orient à l'Université McGill de Montréal.  Durant ses années universitaires, elle prend part à des fouilles archéologiques en Israël, au cours desquelles elle contribue à mettre au jour une église byzantine.  Elle quitte le Québec en 1998 pour s'installer en Ontario et entreprendre des études de droit à l'Université de Toronto. Elle y obtient son diplôme en common law et s'inscrit au Barreau de l'Ontario.

### Carrière juridique et engagement communautaire
Julie Dabrusin exerce le métier d'avocate pendant plus d'une décennie à Toronto en tant que procureure en contentieux. Parallèlement à sa carrière juridique, elle s'implique activement dans la vie communautaire de Toronto–Danforth. Elle est cofondatrice de l'initiative « Friends of Withrow Park », siège au conseil d'administration de l'organisme Park People et lance l'initiative locale « Second Harvest Hunger Squad » visant à lutter contre l'insécurité alimentaire. En 2012, sa contribution bénévole lui vaut la Médaille du jubilé de diamant d'Élisabeth II.

### Carrière politique
Elle se présente aux élections fédérales d'octobre 2015 dans Toronto—Danforth et est élue députée, créant la surprise en ravissant ce fief de longue date du Nouveau Parti démocratique (NPD) – l'ancienne circonscription de Jack Layton – détenu par le néo-démocrate Craig Scott jusqu'alors. Elle est ensuite réélue lors des élections fédérales de 2019, de 2021, puis de 2025, obtenant à chaque scrutin une majorité de voix croissante dans sa circonscription.
Depuis son entrée au Parlement, Julie Dabrusin occupe plusieurs fonctions notables. Durant la 42e législature, elle préside le Comité permanent du Patrimoine canadien à la Chambre des communes. À partir de décembre 2019, elle sert comme secrétaire parlementaire du ministre du Patrimoine canadien, puis est nommée en décembre 2021 secrétaire parlementaire auprès du ministre des Ressources naturelles et de la ministre de l'Environnement et du Changement climatique. Dans ces rôles, elle soutient les industries culturelles canadiennes et les dossiers environnementaux. Elle milite notamment en faveur du contrôle des armes à feu, de la promotion de saines habitudes alimentaires et de l'interdiction des plastiques à usage unique. Le 13 mai 2025, Julie Dabrusin fait son entrée au conseil des ministres : le premier ministre Mark Carney la nomme ministre de l'Environnement et du Changement climatique au sein de son gouvernement.

### Vie personnelle
Installée dans le quartier Riverdale à Toronto depuis la fin des années 1990, Julie Dabrusin est mariée et mère de deux enfants.